# Посольство США в Новой Зеландии
Посольство Соединённых Штатов Америки в Новой Зеландии (англ. Embassy of the United States, Wellington) — дипломатическая миссия Соединённых Штатов Америки (США) в Новой Зеландии. Находится в столице Новой Зеландии, городе Веллингтоне. США имели консульское представительство в Веллингтоне с 1868 года, а с 1922 года генеральный консул переехал из Окленда в столицу страны, Веллингтон. США признали независимый статус Новой Зеландии в 1942 году, и в том же году в Веллингтоне была создана дипломатическая миссия. В 1948 году статус миссии повысили до посольства. После аренды различных офисных зданий в течение десятилетий США построили посольство в Торндоне в 1977 году.

## История
Первое консульство было открыто в Веллингтоне в 1868 году, через три года после того, как столица страны была перемещена из Окленда. Но только в 1922 году американский генеральный консул переехал из Окленда в Веллингтон.
США официально признали статус независимого государства Новой Зеландии 16 февраля 1942 года. Первая дипломатическая миссия была открыта в Веллингтоне 1 апреля 1942 года, а Патрик Хёрли вручил свои верительные грамоты в качестве чрезвычайного посланника и полномочного министра в Новой Зеландии 24 апреля того же года. Офис миссии находился в здании DIC на набережной Лэмбтон.
Переход от статуса миссии к посольству произошел после окончания Второй мировой войны. 1 декабря 1948 года сэр Карл Берендсен стал первым чрезвычайным и полномочным послом Новой Зеландии в США, а вскоре после этого, 22 декабря 1948 года, Роберт Скоттен в ответ вручил свои верительные грамоты в качестве первого чрезвычайного и полномочного посла США в Новой Зеландии.
Где-то в 1952 или 1953 году посольство переехало из здания DIC в здание Government Life. В начале апреля 1971 года посольство переехало в IBM Centre — известный как Radio New Zealand House. К 1977 году посольство занимало три этажа IBM Centre, но имело ещё один офис в Wakefield House, всего в 350 м дальше по той же улице.
Действующее здание посольства находится по адресу 29 Fitzherbert Terrace в центральном пригороде Веллингтона — Торндон. Это здание было открыто 3 июля 1977 года и полностью введено в эксплуатацию две недели спустя, 18 июля. Здание было построено американцами. Работа над новым зданием началась в октябре 1974 года, и проект обошелся в 2 миллиона долларов США. Помимо консульских офисов, здесь есть помещения для коммерческого и сельскохозяйственного оружия, обороны и Информационного агентства США.
В 1998 году после взрывов двух посольств в Африке безопасность здания была усилена. Посольство также связалось с правительством и полицией Новой Зеландии. Сотрудник посольства отказался сообщить, в чем заключались конкретные меры безопасности, но они были предельно осторожны и подчеркнули, что не считают Новую Зеландию страной с высоким уровнем угрозы. В 1999 году за пределами периметра ограждения посольства были установлены столбики. Это произошло после того, как городской совет Веллингтона годом ранее запретил парковку общественного транспорта перед посольством. С владельцами соседних зданий не консультировались перед установкой столбиков, что привело к жалобам жителей, но посольство обращалось в городской совет, перед установкой, и получило одобрение. В сентябре 2002 года в посольство поступил пакет с сибирской язвой в годовщину терактов 11 сентября в Нью-Йорке. После обнаружения подозрительного пакета с белым порошком были вызваны сотрудники специальных служб в костюмах биологической защиты, которые оставались на месте почти два часа, пока место происшествия не было очищено.
В 2013 году после оценки сейсмического риска здание было серьёзно модернизировано, в том числе было вложено 60 миллионов новозеландских долларов на установку взрывозащитных стен, заменив существующие бетонные и стальные ограждения. В ноябре 2014 года в посольство была отправлена посылка, содержащая подозрительный флакон с жидкостью. В посылке также были документы, один из которых касался лихорадки Эболы. Сотрудник посольства был госпитализирован, а его сортировочная комната — изолирована. На месте происшествия находились специальные службы и полицейское подразделение по обезвреживанию бомб, а пожарные передвигались в химических костюмах за пределами посольства. Флакон был извлечен и направлен на тестирование.